# Sjun
Der Sjun (russisch Сюнь; baschkirisch, tatarisch Сөн) ist ein linker Nebenfluss der Belaja in Tatarstan und Baschkortostan im europäischen Teil Russlands.
Er hat seine Quelle in den Bugulma-Belebeier Höhen. Von dort fließt er in nördlicher Richtung zur Belaja. Im Unterlauf fließt er entlang der Grenze zwischen Tatarstan und Baschkortostan. Der Sjun hat eine Länge von 209 km. Er entwässert ein Areal von 4500 km². Der Fluss führt während der Schneeschmelze im April und Mai die größten Abflussmengen. Der mittlere Abfluss (MQ) des Sjun beträgt 14,8 m³/s.